# Jean Lefebvre
Jean Lefebvre (3 de octubre de 1919 - 9 de julio de 2004) fue un actor teatral, cinematográfico y televisivo de nacionalidad francesa.

## Biografía
Nacido en Valenciennes, Francia, durante la Segunda Guerra Mundial estuvo alistado en el ejército y fue hecho prisionero por los alemanes. Finalizada la contienda volvió a su casa en Valenciennes, donde trabajó un tiempo para su padre, entrando en 1948 en el Conservatorio de París.
Con un segundo premio en el Conservatoire national supérieur de musique et de danse de París, Lefebvre pensaba iniciar una carrera como cantante de ópera, pero René Simon, célebre profesor de arte dramático, le descubrió y le animó a empezar a actuar en funciones de cabaret a principios de los años 1950 formando parte del grupo Les Branquignols. 
Tras pequeñas actuaciones cinematográficas en los años 1950, Jean Lefebvre llegó a ser uno de los actores más célebres de su generación en las décadas de 1960 y 1970, tanto en el cine como en el teatro, encarnando a menudo al personaje típicamente francés, agradable y un poco atontado, con la mirada triste de un cocker (así descrito por Lino Ventura). 
Entre sus más destacadas actuaciones figuran las siguientes: su papel de Paul Volfoni en Les Tontons flingueurs; el de Charly en Le Gentleman d'Epsom, junto a Jean Gabin; el de Goubi en Un idiot à Paris; Armand, compadre de Bernard Blier, en Quand passent les faisans; Léonard Michalon, junto a Lino Ventura en Ne nous fâchons pas; Fougasse en la serie de filmes del gendarme; y, finalmente, Pitivier en Mais où est donc passée la septième compagnie ?. 
El rodaje de la serie de los gendarmes no siempre fue del gusto de Lefebvre. El gendarme de Saint-Tropez se llevó a cabo sin problemas, pero en el segundo film, Le gendarme à New-York, surgió un embrollo entre Lefebvre y Jean Girault, por lo que el director le apartó durante un tiempo del proyecto, motivo por el cual su actuación en la citada película fue breve. En la tercera película,  Le gendarme se marie , se rodaron escenas entre Lefebvre y Geneviève Grad, aunque no aparecieron en el montaje final. Además, Lefebvre reprochó injustamente a Louis de Funès de robarle todas sus escenas en el film. No obstante, Lefebvre aceptó rodar la cuarta cinta, Le gendarme en balade, pero no participó en Le gendarme et les extra-terrestres y Le gendarme et les gendarmettes a causa de exigencias tanto artísticas como financieras. 
Tras su colaboración en Les Tontons flingueurs, Jean Lefebvre y Bernard Blier trabajaron a menudo en comedias sin pretensiones, recordando su asociación a la de los hermanos Volfoni, protagonistas de aquella película : Quand passent les faisans en 1965, Du mou dans la gâchette en 1966, C'est pas parce qu'on a rien à dire qu'il faut fermer sa gueule en 1974, o Un idiot à Paris y Le Fou du labo IV. A lo largo de su carrera Lefebvre actuó junto a los más grandes actores, entre ellos Jean Gabin, Louis de Funès, Orson Welles, Lino Ventura, Bourvil, Paul Meurisse, Jean-Paul Belmondo o Bernard Blier y Michel Serrault, con los cuales colaboró a menudo, así como con directores de la talla de Georges Lautner, Philippe de Broca, Roger Vadim, Gilles Grangier, Jean Girault, Costa-Gavras, Yves Robert, Édouard Molinaro, Yves Allégret o Julien Duvivier. 
Gran jugador, era un habitual de los casinos y de las apuestas con amigos como Francis Blanche o Darry Cowl. Su apetito por el juego dio a su trayectoria un rumbo cada vez menos glorioso, disminuyendo sus éxitos en los años 1980 y aceptando participar en rodajes sin tener en cuenta la calidad de los guiones, a fin de pagar sus múltiples deudas. A pesar de ello, en sus últimos años se distinguió con su actuación en la obra teatral Les Jumeaux. 
Jean Lefebvre falleció el 9 de julio de 2004 en Marrakech, Marruecos, a causa de un infarto agudo de miocardio en su residencia del restaurante La Bohème. Sus restos fueron incinerados y las cenizas esparcidas en el Mont Blanc.

## Vida privada
Sus padres eran Georges Marcel Lefebvre y Zélia Louise Mathilde Masquelier.
Se casó cuatro veces, dos de ellas con la misma mujer. En primeras nupcias se casó en París el 22 de noviembre de 1950 con Micheline Reine Grasser, divorciándose ambos el 24 de enero de 1962. Su segundo matrimonio tuvo lugar en Neuilly-sur-Seine el 20 de mayo de 1967 con Catherine Chassin-Briault, actriz cuyo nombre artístico era Yori Bertin, y de la que se divorció el 7 de marzo de 1973. Su tercer matrimonio se celebró en París el 13 de diciembre de 1974, siendo la novia su segunda esposa, de la que volvió a divorciarse el 8 de julio de 1977. Finalmente, se casó en Las Vegas el 17 de julio de 1994 con Brigitte Jacqueline Françoise Lerebours. Tuvo cinco hijos: Bernard, Catherine, Marie-Christine, Carole y Pascal. 

## Filmografía

### Cine
- 1933 : Judex 34, de Maurice Champreux
- 1947 : Un flic, de Maurice de Canonge
- 1948 : Ruy Blas, de Pierre Billon
- 1952 : Bouquet de joie, de Maurice Cam
- 1952 : Une fille sur la route, de Jean Stelli
- 1952 : L'Amour toujours l'amour, de Maurice de Canonge
- 1955 : Une fille épatante, de Raoul André
- 1955 : Las diabólicas, de Henri-Georges Clouzot
- 1955 : Cherchez la femme, de Raoul André
- 1955 : Gas-oil, de Gilles Grangier
- 1956 : Villa sans souci, de Maurice Labro
- 1956 : Les Indiscrètes, de Raoul André - Laroche
- 1956 : La Meilleure Part, de Yves Allégret
- 1956 : Cette sacrée gamine, de Michel Boisrond
- 1956 : Les Aventures de Gil Blas de Santillane, de René Jolivet y Ricardo Muñoz Suay
- 1956 : L'Homme et l'Enfant, de Raoul André
- 1956 : Y Dios creó a la mujer, de Roger Vadim
- 1956 : La Châtelaine du Liban, de Richard Pottier
- 1957 : Le Septième Commandement, de Raymond Bernard
- 1957 : Que les hommes sont bêtes, de Roger Richebé
- 1957 : L'Ami de la famille, de Jacques Pinoteau
- 1957 : Méfiez-vous fillettes, de Yves Allégret
- 1957 : Nous autres à Champignol, de Jean Bastia
- 1957 : La Polka des menottes, de Raoul André
- 1957 : Quand la femme s'en mêle, de Yves Allégret
- 1958 : Le Dos au mur, de Édouard Molinaro
- 1958 : Le Train de 8h47, de Jack Pinoteau
- 1958 : La Bigorne, caporal de France, de Robert Darène
- 1958 : Tabarin, de Richard Pottier
- 1958 : En légitime défense, de André Berthomieu
- 1958 : La Fille de Hambourg, de Yves Allégret
- 1958 : Un drôle de dimanche, de Marc Allégret
- 1959 : Houla-houla, de Robert Darène
- 1960 : Les Moutons de Panurge, de Jean Girault
- 1961 : La Vendetta, de Jean Chérasse
- 1961 : La Belle Américaine, de Robert Dhéry y Pierre Tchernia
- 1962 : Les Veinards, de Jean Girault (segmento Un yacht)
- 1962 : Un clair de lune à Maubeuge, de Jean Chérasse
- 1962 : Le Roi des montagnes, de Willy Rozier
- 1962 : Les Aventuriers du Kasaï - Terreur sur la savane, de Yves Allégret
- 1962 : Le Gentleman d'Epsom, de Gilles Grangier
- 1962 : Les Ennemis, de Édouard Molinaro
- 1962 : Le Repos du guerrier, de Roger Vadim
- 1962 : Gigot, de Gene Kelly
- 1963 : Faites sauter la banque, de Jean Girault
- 1963 : Le Coup de bambou, de Jean Boyer
- 1963 : Chair de poule, de Julien Duvivier
- 1963 : Les Grands Chemins, de Christian Marquand
- 1963 : Paris champagne, de Pierre Armand
- 1963 : Les Tontons flingueurs, de Georges Lautner
- 1963 : Bébert et l'Omnibus, de Yves Robert
- 1964 : La Mort d'un tueur, de Robert Hossein
- 1964 : El gendarme de Saint-Tropez, de Jean Girault
- 1964 : Une souris chez les hommes, de Jacques Poitrenaud
- 1964 : Relaxe-toi chérie, de Jean Boyer
- 1964 : Monsieur, de Jean-Paul Le Chanois
- 1964 : Allez France !, de Robert Dhéry
- 1964 : Les Gorilles, de Jean Girault
- 1964 : Compartiment tueurs, de Costa-Gavras
- 1965 : Les Copains, de Yves Robert
- 1965 : Quand passent les faisans, de Édouard Molinaro
- 1965 : Le Gendarme à New York, de Jean Girault
- 1965 : Le Dix-septième ciel, de Serge Korber
- 1965 : La Bonne Occase, de Michel Drach
- 1965 : Les Bons Vivants, de Gilles Grangier (segmento Le Procès)
- 1966 : Le Solitaire passe à l'attaque, de Ralph Habib
- 1966 : Il Ladro della Gioconda, de Michel Deville
- 1966 : Du mou dans la gâchette, de Louis Grospierre
- 1966 : Angélique et le roy, de Bernard Borderie
- 1966 : Ne nous fâchons pas, de Georges Lautner
- 1966 : Trois enfants... dans le désordre, de Léo Joannon
- 1967 : Un idiot à Paris, de Serge Korber
- 1967 : Le Fou du labo IV, de Jacques Besnard
- 1968 : Un drôle de colonel, de Jean Girault
- 1968 : Le gendarme se marie, de Jean Girault
- 1969 : Le Bourgeois gentil mec, de Raoul André
- 1970 : L'Âne de Zigliara, de Jean Canolle
- 1970 : Le Gendarme en balade, de Jean Girault
- 1972 : L'Ingénu, de Norbert Carbonnaux
- 1972 : Bluebeard, de Edward Dmytryk y Luciano Sacripanti
- 1972 : Treasure Island, de John Hough, Andrea Bianchi
- 1973 : La Valise, de Georges Lautner
- 1973 : Quelques messieurs trop tranquilles, de Georges Lautner
- 1973 : J'ai mon voyage !, de Denis Héroux
- 1973 : La Isla misteriosa y el capitán Nemo, de Juan Antonio Bardem y Henri Colpi
- 1973 : Le Solitaire, de Alain Brunet
- 1973 : Cómo destruir al más famoso agente secreto del mundo, de Philippe de Broca
- 1973 : Mais où est donc passée la septième compagnie ?, de Robert Lamoureux
- 1974 : Le Plumard en folie, de Jacques Lemoine
- 1974 : Commissariato di notturna, de Guido Leoni
- 1974 : Comme un pot de fraises, de Jean Aurel
- 1974 : C'est jeune et ça sait tout, de Claude Mulot
- 1974 : Impossible... pas français, de Robert Lamoureux
- 1975 : C'est pas parce qu'on a rien à dire qu'il faut fermer sa gueule, de Jacques Besnard
- 1975 : Pas de problème !, de Georges Lautner
- 1975 : On a retrouvé la septième compagnie, de Robert Lamoureux
- 1976 : La Situation est grave... mais pas désespérée, de Jacques Besnard
- 1976 : Le Jour de gloire, de Jacques Besnard
- 1976 : Le Chasseur de chez Maxim's, de Claude Vital
- 1977 : Treize femmes pour Casanova, de François Legrand
- 1977 : Le Maestro, de Claude Vital
- 1977 : La Septième Compagnie au clair de lune, de Robert Lamoureux
- 1978 : Freddy, de Robert Thomas
- 1978 : Ils sont fous ces sorciers, de Georges Lautner
- 1978 : Plein les poches pour pas un rond, de Daniel Daert
- 1979 : Le Temps des vacances, de Claude Vital
- 1979 : Tendrement vache, de Serge Pénard
- 1979 : Duos sur canapé, de Marc Camoletti
- 1980 : Les Borsalini, de Michel Nerval
- 1981 : Le Chêne d'Allouville, de Serge Pénard
- 1981 : Prends ta rolls et va pointer, de Richard Balducci
- 1982 : N'oublie pas ton père au vestiaire..., de Richard Balducci
- 1982 : On n'est pas sorti de l'auberge, de Max Pécas
- 1983 : Le Braconnier de Dieu, de Jean-Pierre Darras
- 1983 : Salut la puce, de Richard Balducci
- 1985 : Le Gaffeur, de Serge Pénard
- 1989 : La Folle Journée ou Le mariage de Figaro, de Roger Coggio
- 1989 : À deux minutes près, de Éric Le Hung
- 1990 : Domotica, de Magà Ettori
- 2001 : Fifi Martingale, de Jacques Rozier

### Televisión
- 1958 : L'Amant de Bornéo, de Roger Iglésis
- 1961 : Sans cérémonie, de André Pergament
- 1963 : En famille, episodio 13 contes de Maupassant, de Carlo Rim
- 1963 : Premier rendez-vous, episodio 13 contes de Maupassant, de Carlo Rim
- 1964 : L'Affaire de la rue de Lourcine, de René Lucot
- 1968 : Un chat sur la ligne, de Frédéric Dard
- 1970 : La Fleur, de Jacques Robin
- 1970 : Le Voisin, episodio de Les enquêteurs associés, de Serge Korber
- 1971 : Au théâtre ce soir : Cash-Cash, de  Alistair Foot y Anthony Marriott, escenografía de Michel Vocoret, dirección de Pierre Sabbagh, Teatro Marigny
- 1972 : Les Cagnards, episodio de Les dossiers de maître Robineau, de Jean-Marie Coldefy
- 1972 : La Sainte Farce, de Jean Pignol
- 1972 : Avec le cœur, de Rémy Grumbach
- 1973 : La Vie du bon côté : Claude Chabrol, documental de Roger Sciandra
- 1974 : Chéri-Bibi, serie de Jean Pignol
- 1977 : Monsieur Badin, de Daniel Ceccaldi
- 1985 : La Mariée rouge, de Jean-Pierre Bastid
- 1986 : L'Affaire suivante, serie de Stéphane Bertier
- 1987 : Le Jupon de Nemours, de Serge Korber
- 1990 : Le Congrès, de Claude Guillemot
- 1990 : Le Grand Standing, de Stéphane Bertin
- 1990 : La Grande Embrouille, de Claude Guillemot
- 1991 : Des cadavres à la pelle, de Éric Le Hung
- 1991 : Papy super star, de Serge Pénard
- 1991 : Sous le signe du poisson, de Serge Pénard
- 1991 : Bienvenue à Bellefontaine, de Gérard Louvin
- 1992 : Feu Adrien Muset, de Jacques Besnard
- 1993 : Le Gourou occidental, de Danièle J. Suissa
- 1993 : Une famille pas comme les autres, serie de Christophe Andrei y Patrick Bureau
- 1996 : Château Magot, de Jean-Louis Lorenzi
- 1996 : Le Bourgeois se rebiffe, de Jean-Pierre Alessandri
- 1997 : Un malade en or, de Sylvain Madigan
- 2003 : Louis de Funès, la comédie humaine, documental de Philippe Azoulay
- 2003 : Caméra café: Ça va déchirer ce soir, de Francis Duquet

## Teatro
- 1949 : Les Voyous, de Robert Hossein, escenografía del autor, Théâtre du Vieux-Colombier
- 1951 : L'Amour, toujours l'amour, de Jean Girault y Jacques Vilfrid, escenografía de Pierre Mondy, Teatro Antoine
- 1955 : Le Mal d'amour, de Marcel Achard, escenografía de François Périer, Teatro de la Michodière
- 1956 : Fabien, de Marcel Pagnol, escenografía de Guy Rétoré, Théâtre des Bouffes-Parisiens
- 1957 : "Minnie moustache", de Jean Broussolle y André Hornez, escenografía de Robert Manuel, Teatro de la Gaité-Lyrique
- 1958 : Pommes à l'anglaise, de Robert Dhéry, Colette Brosset, Théâtre de Paris
- 1963 : Six Hommes en question, de Frédéric Dard y Robert Hossein, escenografía de Robert Hossein, Teatro Antoine
- 1969 : Cash-Cash, de Alistair Foot y Anthony Marriott, escenografía de Michel Vocoret, Teatro Fontaine
- 1970 : Cash-Cash, de Alistair Foot y Anthony Marriott, escenografía de Michel Vocoret, Teatro des Célestins
- 1977 : Les Vignes du seigneur, de Robert de Flers y Francis de Croisset, Teatro Michel
- 1979 : Je veux voir Mioussov, de Valentin Kataiev, escenografía de Jacques Fabbri, Théâtre du Palais-Royal y Théâtre des Variétés en 1980
- 1981 : Pauvre France !, de Sam Bobrick y Ron Clark, escenografía de Michel Roux, con Georges Beller, Annick Alane, François Duval y Nadine Capri, Théâtre du Palais-Royal
- 1984 : Le Bluffeur, de Marc Camoletti, escenografía del autor, Teatro de la Michodière, Théâtre des Variétés
- 1988 : Mais qui est qui, de Jean Barbier, escenografía de Michel Roux, con Alain Lionel, Olivia Dutron, Muriel Montossey, Blanche Ravalec y Patrice Keller, Teatro des Nouveautés
- 1988 : Le Grand standing, de Neil Simon, escenografía de Michel Roux, Teatro des Nouveautés
- 1991 : Les Jumeaux, de Jean Barbier, escenografía de Gérard Savoisien, Teatro des Nouveautés
- 1993 : Faites comme chez nous, de Guy Grosso y Michel Modo, escenografía de Daniel Colas, con Daniel Russo
- 1994 : Oui Patron !, de Jean Barbier, escenografía de Gérard Savoisien, Teatro des Nouveautés
- 1995 : Jo, Une femme dans les bras un cadavre sur le dos, de Alec Coppel, escenografía de Daniel Colas
- 1997 : L'Entourloupe, de Alain Reynaud-Fourton, Teatro Fontaine
- 2001 : Les Jumeaux, de Jean Barbier, escenografía de Gérard Savoisien, Teatro des Nouveautés